# Z322/323、Z324/321次列车
Z322/323、Z324/321次列车是中国铁路运行于四川省会成都至西藏首府拉萨之间的直达特快旅客列车，自2006年7月1日起隔日开行，为铁道部首批开行的进藏列车，曾由成都铁路局成都客运段、沈阳铁路局沈阳客运段负责客运任务；现客运任务由中国铁路成都局集团和青藏铁路公司担当，两局以西宁站为界，成都至西宁段由成都局成都客运段乌鲁木齐车队担当，西宁至拉萨段由青藏公司西宁客运段成藏车队担当。列车使用中国铁路25G型客车和25T型青藏高原版客车，沿宝成铁路、蘭渝铁路、兰青铁路、青藏铁路运行，全程3016公里，穿越四川、甘肃、青海、西藏三省一區。其中成都站至拉萨站运行36小时56分，使用车次为Z322/323次；拉萨站至成都站运行36小时10分，使用车次为Z324/321次。列车的开行不仅将西北的“丝绸之路”与布达拉宫连接起来，成为中国西部新的黄金旅游热线，更重要的是，从此西藏旅游将实现与全国旅游大市场的对接，并加速中国西部大香格里拉环形旅游线路的形成。

## 历史

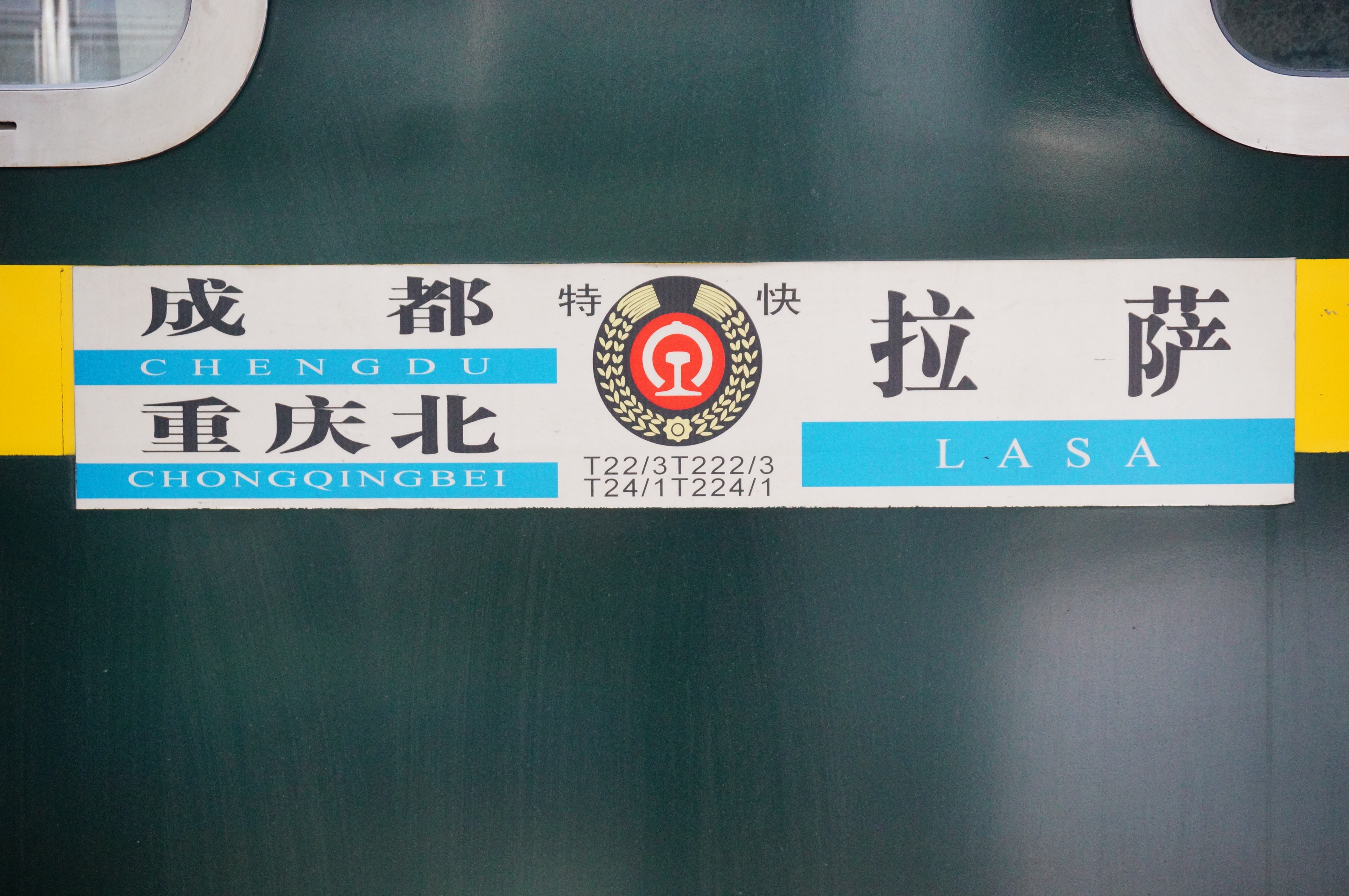
列车水牌（2014年）

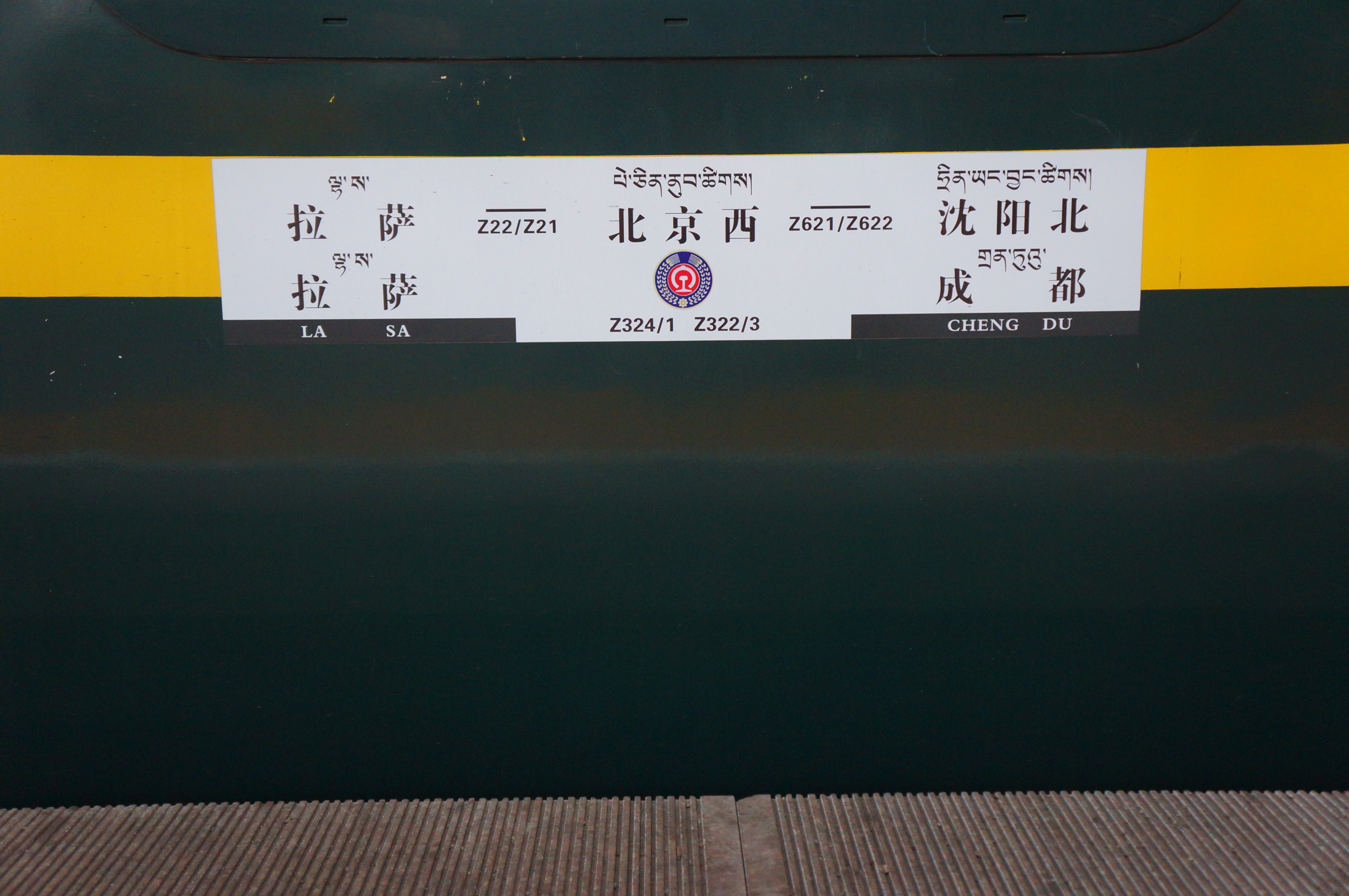
沈阳铁路局担当的Z322/323、Z324/321次列车水牌，涉及车站均有藏文标记（2016年6月）

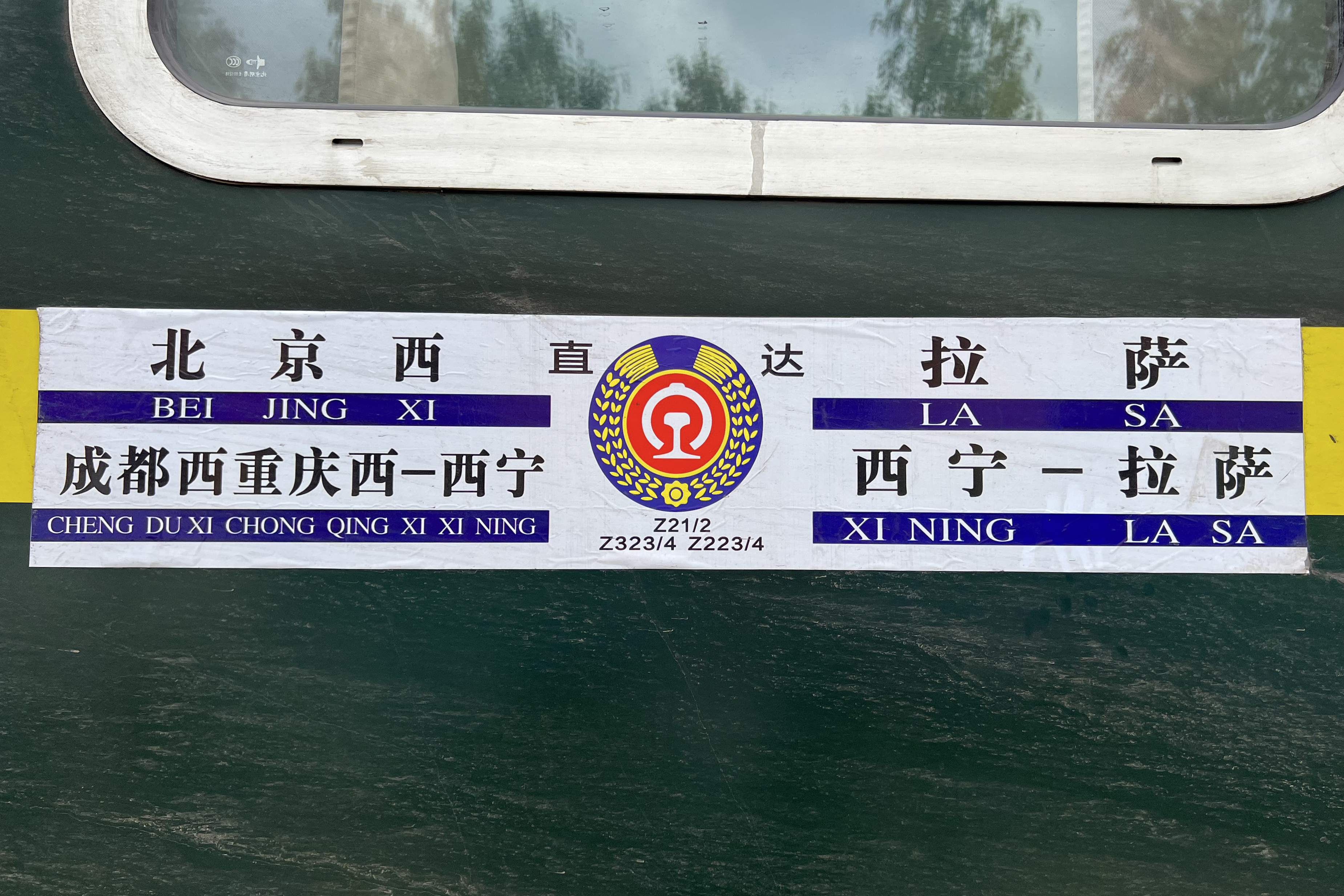
列车方向牌（2023年4月）

T21/22次列车原为运行于北京至上海之间的特快旅客列车，与T13/14次齐名，曾连续20年保持铁道部“红旗列车”称号，连续4年被铁道部命名为文明服务示范车，2000年被铁道部树为全路“第一品牌列车”，2001年获全国职工职业道德建设十佳单位殊荣，并在2001年9月17日成为全路第一个通过ISO9001-2000版质量体系认证的单位。2004年4月18日，中国铁路实施第五次大面积提速，铁道部新增了19对夕发朝至的直达特快列车，T21/22次列车因此升级为Z21/22次列车，原车次得以留空。动车开行后，在京沪线上运行的该列车车次改为D321/322次。
2006年，历时5年建设的世界上海拔最高、线路最长的高原铁路――青藏铁路全线贯通，比原计划提前1年，西藏自治区正式结束不通火车的历史。初期铁道部共计划开行3对旅客列车，分别是北京至拉萨的特快列车，成都/重庆至拉萨的特快列车和西宁/兰州至拉萨的快速列车。同年2月28日，成都至拉萨的第一组旅客列车车体抵达青海格尔木市，并于3月初开始在青藏铁路进行为期半个月的运转试验，然后回成都进行调试。担当列车值乘的成都客运段也拟订了《成都至拉萨旅客列车开行推进计划表》，并就人员选拔培训、制度规章、卧具备品服装、餐饮供应以及宣传策划等工作做了前期安排。7月1日18时18分，成都至拉萨列车正式开行，车次使用T22/23、T24/21次。从发车时间来看，成都的T22次列车成为全国首趟进藏列车，并于7月3日18时28分准点抵达拉萨站。
2007年8月3日至10月18日，出于对客运列车的车体保护，成都开往拉萨的T22/23、T24/21次列车，将在成都—西宁与西宁—拉萨分段开行，在西宁站组织旅客换乘接运列车。但售票价格、售票方式以及购票方式都按原标准执行。2008年5月，由于受到5·12汶川大地震的影响，从5月13日起，拉萨往返于成都方向的T22/23、T24/21次列车暂停运营，从而转入到拉萨至重庆方向的运输工作，以满足川渝两地旅客出行需求。6月30日起，拉萨开往成都的T22/23、T24/21次列车恢复隔日运营。
2009年4月1日，中国铁路大范围调整列车运行图，其中成都至拉萨列车始发时刻由原来的20时59分调整为20时36分，到达拉萨时刻由原来17时21分调整为16时10分，提前1小时11分；拉萨至成都列车，始发时刻由原来的10时45分调整为11时15分，到达时刻由原来的8时25分调整为7时51分。2010年，为了进一步优化旅客列车开行方案，铁道部自4月26日起大幅调整拉萨站各次列车运行时刻。其中拉萨至成都的T24/21次列车开行时刻都由原来的11时15分推后至13时10分，而自成都始发拉萨的列车，到达拉萨站时刻为17时02分，比原来推后22分。
自2012年起，T22和T222次列车在暑运期间实施分段开行模式，西宁以东使用中国铁路25G型客车，而青藏段继续使用青藏25T车底，乘客在西宁整列换乘。
2016年2月起，该车与北京西至拉萨的Z21/22次列车实现套跑，并加开沈阳北至北京西Z622/621次列车。套跑顺序为：Z622次沈阳北至北京西→北京西至拉萨Z21次→T24至成都→T22至拉萨→Z22至北京西→Z621至沈阳北。自2016年5月15开始，原车次T22/23、T24/21次改为Z322/323、Z324/321次。
2017年4月16日开始，沈阳铁路局不再担当该列车，列车改由成都铁路局成都客运段和青藏铁路公司担当：两局以西宁站为界，成都至西宁段由成都局担当，西宁至拉萨段由青藏公司担当，旅客在西宁站整列换乘。
2017年10月13日起，Z324/321、Z322/323次列車在广元至兰州间由宝成、陇海线改经兰渝线运行。

## 列车编组

### 成都至西宁段

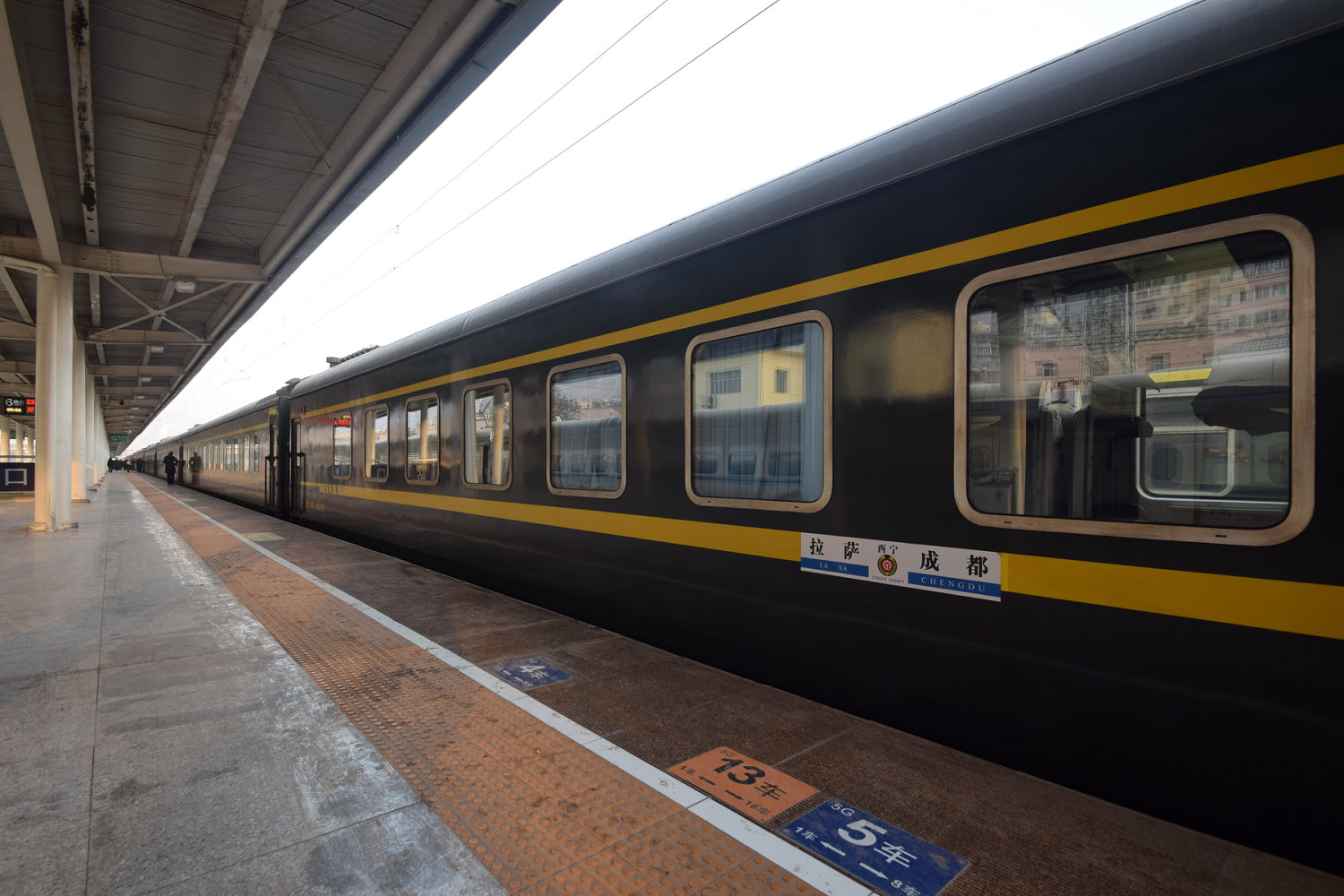
開往拉萨站的Z323次列车停靠在兰州站6站台。

Z322/323、Z324/321次列车在成都至西寧區間使用直供電DC600V帶集便器的25G型客车，配屬成都鐵路局成都車輛段，列車采取19节车厢编组，包括12节硬卧车、4节硬座車、2节软卧车以及1节餐车。
| 列车车厢编号 | 1-4          | 5-8          | 9          | 10-11        | 12-19        |
| 车型         | YW25G 硬卧车 | YZ25G 硬座车 | CA25G 餐车 | RW25G 软卧车 | YW25G 硬卧车 |

### 西宁至拉萨段

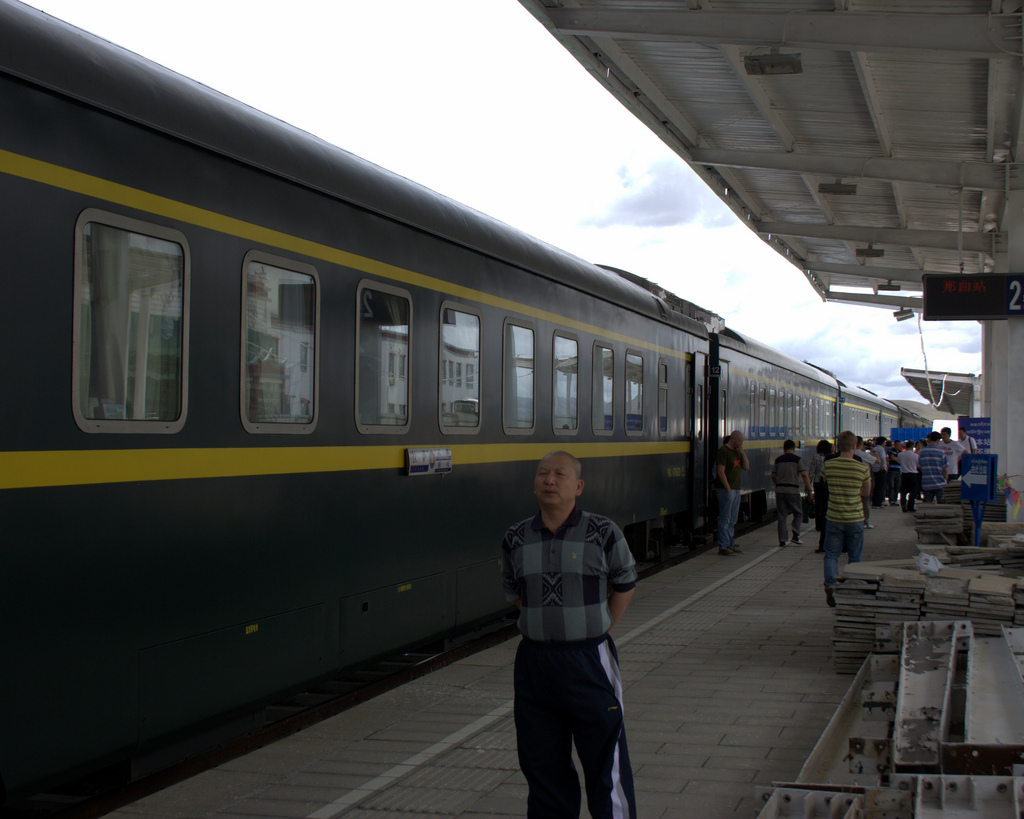
原T22/23次列车停靠于那曲站

列车自开行之日起便使用南车青岛四方机车车辆股份有限公司制造的青藏高原版25T型客车，在西宁至格尔木区间采取15节车厢编组，包括8节硬卧车、4节硬座、2节软卧车以及1节餐车，定员载客930人。格尔木-拉萨区间则加挂1节空调发电车。这款客车是专门为青藏铁路运营针对青藏高原的特殊环境以及气候条件特别设计生产的高原铁路客车，设有全封闭的双层大玻璃、集便式厕所、航空气密技术及供氧装置等，采用墨绿色车身配以两道黄线的涂装，整体造价比普通客车高25%～30%。
| 列车车厢编号 | NA                      | 1-4          | 5-6          | 7            | 8-11         | 12-15        |              |              |              |              |              |              |              |              |              |              |
| 车型         | KD25T 空调发电车        | YW25T 硬卧车 | RW25T 软卧车 | CA25T 餐车   | YZ25T 硬座车 | YW25T 硬卧车 |              |              |              |              |              |              |              |              |              |              |
| 备注         | 只在格尔木-拉萨区间加挂 | 全程标准编组 | 全程标准编组 | 全程标准编组 | 全程标准编组 | 全程标准编组 | 全程标准编组 | 全程标准编组 | 全程标准编组 | 全程标准编组 | 全程标准编组 | 全程标准编组 | 全程标准编组 | 全程标准编组 | 全程标准编组 | 全程标准编组 |

## 机车交路

### 现行交路
| 车站区段               | 成都 ↔ 西宁                                       | 西宁 ↔ 格尔木                      | 格尔木 ↔ 拉萨                         |
| 本务机车 配属 司机更替 | 韶山7E型电力机车 兰局兰段 成都/兰州司机在廣元輪乘 | 和谐1D型电力机车 青藏宁段 西宁司机 | NJ2型柴油机车双机 青藏格段 格尔木司机 |

### 歷史交路
列车改線前全程需要更换4次牵引机车，成都至格尔木区间为电气化铁路，使用电力机车牵引，其中因宝成铁路许多路段坡度大、坡长、弯道多，尤其在宝鸡至秦岭段需要加挂补机，由秦岭补机队使用HXD3型电力机车，以加大机车牵引力和制动能力。格尔木至拉萨区间将换成青藏铁路公司特制的高原柴油机车牵引。
| 车站区段               | 成都 ↔ 宝鸡                                       | 宝鸡 ↔ 秦岭（补机）              | 宝鸡 ↔ 西宁                        | 西宁 ↔ 格尔木                      | 格尔木 ↔ 拉萨                         |
| 本务机车 配属 司机更替 | 韶山7D型电力机车 西局西段 成都/寶雞司机在广元轮乘 | HXD3型电力机车 西局新段 宝鸡司机 | 韶山7E型电力机车 兰局兰段 兰州司机 | 和谐1D型电力机车 青藏宁段 西宁司机 | NJ2型柴油机车双机 青藏格段 格尔木司机 |

## 时刻表

### 現行时刻
- 数据截至2020年7月1日。

| Z322/323次 | Z322/323次 | Z322/323次 | Z322/323次 | Z322/323次 | 停靠站 | Z324/321次 | Z324/321次 | Z324/321次 | Z324/321次 | Z324/321次 |
| 车次       | 里程       | 天数       | 到点       | 开点       | 停靠站 | 到点       | 开点       | 天数       | 里程       | 车次       |
| ---------- | ---------- | ---------- | ---------- | ---------- | ------ | ---------- | ---------- | ---------- | ---------- | ---------- |
| Z322       | 0          | 当天       | —          | 21:37      | 成都   | 06:26      | —          | 第三天     | 3016       | Z321       |
| Z323       | 319        | 第二天     | 02:23      | 02:40      | 广元   | 01:40      | 01:58      | 第三天     | 2697       | Z321       |
| Z323       | 828        | 第二天     | 09:10      | 09:26      | 兰州   | 19:33      | 19:48      | 第二天     | 2188       | Z324       |
| Z323       | 1044       | 第二天     | 12:06      | 12:26      | 西宁   | 16:30      | 16:50      | 第二天     | 1972       | Z324       |
| Z323       | 1565       | 第二天     | 16:31      | 16:33      | 德令哈 | 11:37      | 11:41      | 第二天     | 1451       | Z324       |
| Z323       | 1874       | 第三天     | 19:17      | 19:42      | 格尔木 | 08:45      | 09:10      | 第二天     | 1142       | Z324       |
| Z323       | 2694       | 第三天     | 06:05      | 06:11      | 那曲   | 21:59      | 22:05      | 当天       | 322        | Z324       |
| Z323       | 3016       | 第三天     | 09:55      | —          | 拉萨   | —          | 18:40      | 当天       | 0          | Z324       |

### 历史时刻
| Z322/323次 | Z322/323次 | Z322/323次 | Z322/323次 | Z322/323次 | 停靠站 | Z324/321次 | Z324/321次 | Z324/321次 | Z324/321次 | Z324/321次 |
| 车次       | 里程       | 天数       | 到点       | 开点       | 停靠站 | 到点       | 开点       | 天数       | 里程       | 车次       |
| ---------- | ---------- | ---------- | ---------- | ---------- | ------ | ---------- | ---------- | ---------- | ---------- | ---------- |
| Z322       | 0          | 当天       | —          | 14:48      | 成都   | 14:26      | —          | 第三天     | 3360       | Z321       |
| Z322       | 319        | 第二天     | 19:34      | 19:45      | 广元   | 09:34      | 09:52      | 第三天     | 3041       | Z321       |
| Z323       | 669        | 第二天     | 03:04      | 03:25      | 宝鸡   | 01:14      | 01:44      | 第二天     | 2691       | Z321       |
| Z323       | 1172       | 第二天     | 09:10      | 09:27      | 兰州   | 18:19      | 18:34      | 第二天     | 2188       | Z324       |
| Z323       | 1388       | 第二天     | 12:07      | 12:27      | 西宁   | 15:19      | 15:39      | 第二天     | 1972       | Z324       |
| Z323       | 1909       | 第二天     | 16:35      | 16:37      | 德令哈 | 10:57      | 10:59      | 第二天     | 1451       | Z324       |
| Z323       | 2218       | 第三天     | 19:24      | 19:49      | 格尔木 | 08:05      | 08:30      | 第二天     | 1142       | Z324       |
| Z323       | 3038       | 第三天     | 05:59      | 06:05      | 那曲   | 21:41      | 21:47      | 当天       | 322        | Z324       |
| Z323       | 3360       | 第三天     | 09:55      | —          | 拉萨   | —          | 18:20      | 当天       | 0          | Z324       |